# Данчанє
42°52′ пн. ш. 17°34′ сх. д. / 42.87° пн. ш. 17.56° сх. д.
Данчанє (хорв. Dančanje) — населений пункт у Хорватії, у Дубровницько-Неретванській жупанії у складі громади Стон.

## Населення
Населення за даними перепису 2011 року становило 27 осіб.
Динаміка чисельності населення поселення: